# Блам, Уильям
Уильям Блам (англ. William Blum; 6 марта 1933 — 9 декабря 2018) — американский писатель, программист, публицист.
Был сотрудником Государственного департамента США в середине 1960-х годов, сфера его деятельности была связана с компьютерными технологиями. Первоначально был антикоммунистом и мечтал стать сотрудником ЦРУ, но разочаровался в США после начала войны во Вьетнаме; проживал в столице США Вашингтоне, округ Колумбия.

## Биография
Блам в 1955 году получил бухгалтерское образование, затем работал в качестве программиста сначала в компании IBM, а затем в Госдепартаменте.
Блам оставил службу в Госдепартаменте в 1967 году и стал основателем и редактором вашингтонского издания Free Press, первой «альтернативной» газеты, выходившей в американской столице. В 1969 году он написал и опубликовал разоблачительную статью о ЦРУ, в которой были указаны имена и адреса более чем 200 сотрудников этой организации. Он работал в качестве независимого журналиста в Соединённых Штатах, Европе и Южной Америке. В 1972—1973 годах Блам работал журналистом в Чили, где, в частности, сделал репортаж о правительстве «социалистического эксперимента» Сальвадора Альенде. В середине 1970-х годов он работал в Лондоне с экс-сотрудником ЦРУ Филипом Эйджи и его соратниками «в своём проекте разоблачения персонала ЦРУ и их преступлений». Он зарабатывал на жизнь своими книгами, статьями и лекциями в университетах.
В своих книгах и интернет-колонках Блам уделял значительное внимание операциям ЦРУ, таким как вмешательства в дела иностранных государств и покушения на неугодных людей. Он поддерживал президентскую кампанию Ральфа Нейдера. Вплоть до своей смерти в конце 2018 года Блам подготавливал ежемесячный информационный бюллетень в электронном виде под названием «Антиимперский отчёт». Блам говорил о миссии всей своей жизни так: «… Если не прекратить, то, по крайней мере, замедлить рост Американской империи. По крайней мере ранить зверя. Он вызывает столько страданий во всём мире».
С 5 по 11 октября 2015 года Уильям Блам находился в Москве по приглашению Центра исторической экспертизы и государственного прогнозирования РУДН. 7 октября Блам встретился с ректором РУДН Владимиром Михайловичем Филипповым и дал пресс-конференцию. 8 октября бывший сотрудник Государственного департамента США выступил перед студентами, аспирантами и преподавателями РУДН с лекцией: «Правда о внешней политике США и многом другом».

## Заявление Усамы бен Ладена
В начале 2006 года Блам на некоторое время стал предметом широкого внимания со стороны СМИ, когда Усама бен Ладен выпустил публичное заявление, в котором он цитировал Блама и рекомендовал всем американцам прочесть его книгу Rogue State: A Guide to the World’s Only Superpower. В результате этого высказывания продажи его книги значительно увеличились. «Я был весьма удивлён и даже шокирован и поражён, когда узнал, что он сказал, — сказал Блам. — Я был рад. Я знал, что это поможет продажам книги, и не был обеспокоен тем, кто он был и откуда. Если он разделяет со мной глубокое отвращение к некоторым аспектам внешней политики США, то я не собираюсь отвергать любое одобрение книги от него. Я думаю, это хорошо, что он разделяет эти взгляды, и я не поверну назад из-за этого».

## Труды
- 1986: The CIA: A Forgotten History (Zed Books) ISBN 0-86232-480-7
- 2000: Rogue State: A Guide to the World's Only Superpower[англ.] (Common Courage Press Архивировано 13 августа 2002 года.) ISBN 1-56751-194-5
- 2002: West-Bloc Dissident: A Cold War Memoir (Soft Skull Press) ISBN 1-56751-306-9
- 2003: Killing Hope[англ.]: U.S. Military and CIA Interventions Since World War II, revised edition (Common Courage Press Архивировано 13 августа 2002 года.) ISBN 1-56751-252-6. В 2013 выпущена на русском под названием «Убийство Демократии. Операции ЦРУ и Пентагона в период холодной войны». ISBN 978-5-9950-0312-0
- 2004: Freeing the World to Death: Essays on the American Empire (Common Courage Press Архивировано 13 августа 2002 года.)
- 2013: America’s Deadliest Export: Democracy — The Truth About US Foreign Policy and Everything Else (Zed Books) ISBN 1-78032-445-6. Есть русский перевод — Смертоносный экспорт Америки — демократия.